# 도요하시역
도요하시역(일본어: 豊橋駅)은 일본 아이치현 도요하시시에 있는 도카이 여객철도(JR 도카이)·나고야 철도의 역이다.
아이치 현 동부, 히가시미카와 지구의 도시 중 하나인 도요하시의 중심 시가지에 위치한 역이다. 여러 개의 철도 노선이 운행되며, 노면 전차와 노선 버스 등의 공공 교통 기관도 연계된다.
도카이 여객철도, 일본화물철도, 나고야 철도가 운영하며, 도쿄역과 신오사카역을 잇는 도카이도 신칸센, 도쿄역과 고베역을 잇는 도카이도 본선, 도요하시 역을 기점으로 다쓰노역까지를 잇는 이다선, 그리고 나고야 철도가 도요하시 역에서 메이테쓰 기후 역까지 운행하는 나고야 본선이 운행되고 있다. 도카이 여객철도와 나고야 철도가 역사를 공유하고 있는 공동 사용역이기도 하다. 한편, 일본화물철도는 도카이도 본선과 이다선에서 제2종 철도 사업자 자격으로 화물 열차를 운행하고 있으며, 인근에 도요하시 오프레일 스테이션을 운영하고 있다.
역은 1888년에 개업했다. 1897년에는 이다선, 1927년에는 나고야 철도선이 운행을 시작했으며, 1964년 신칸센이 들어와 지금의 모습을 갖추게 되었다.

## 접속 노선
- 도카이 여객철도(JR 도카이)
  - 도카이도 신칸센
  - 도카이도 본선
  - 이다선

- 나고야 철도
  - 나고야 본선

## 역 구조
도요하시 역의 승강장은 크게 동쪽의 JR 재래선 (도카이도 본선·이다선) 및 재래선의 승강장, 서쪽의 신칸센 승강장으로 나뉜다. 신칸센 역은 고가역이지만, 재래선 승강장은 지상에 있다.

### 재래선 및 나고야 철도

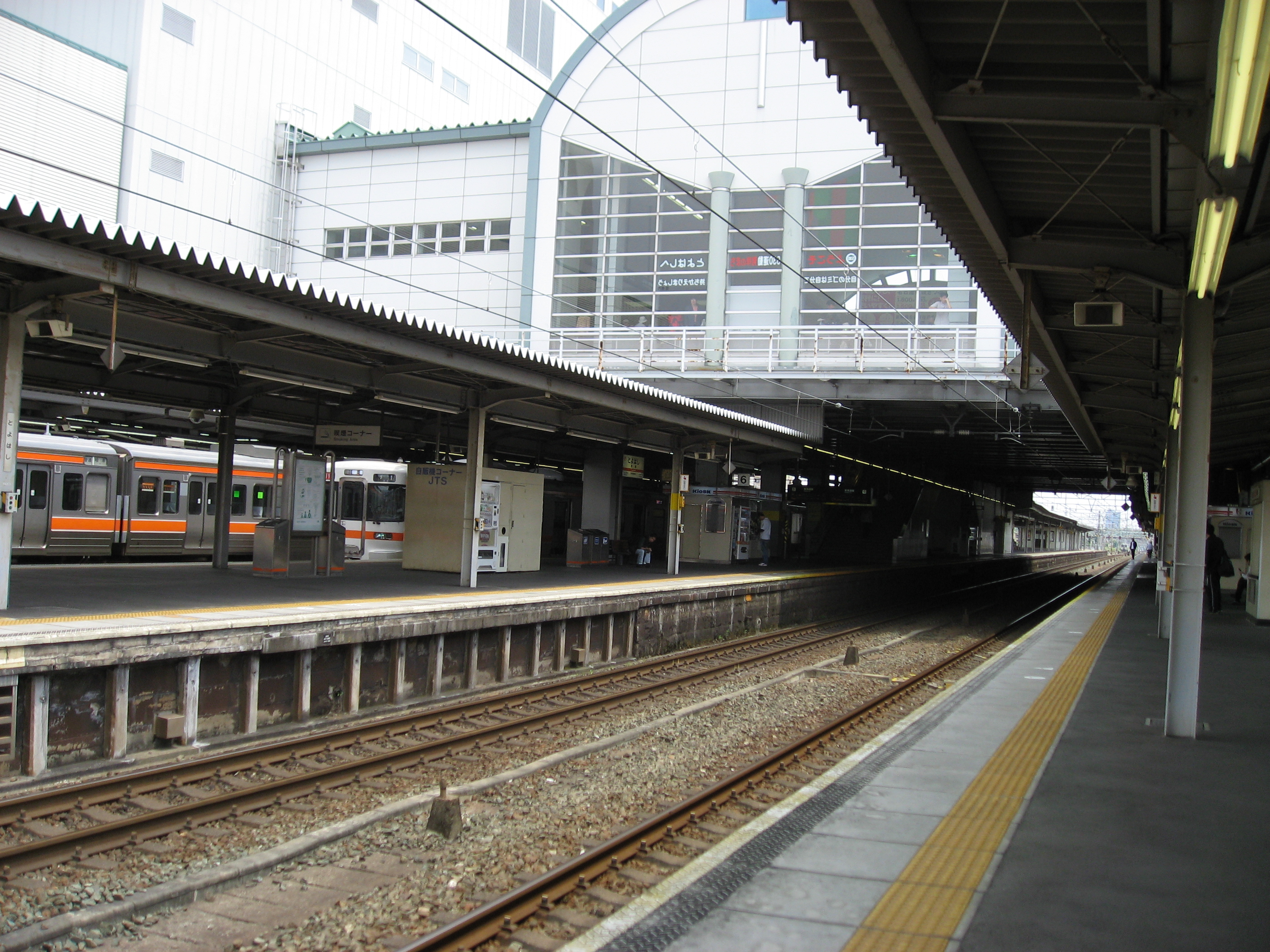
JR 도카이도 본선 승강장

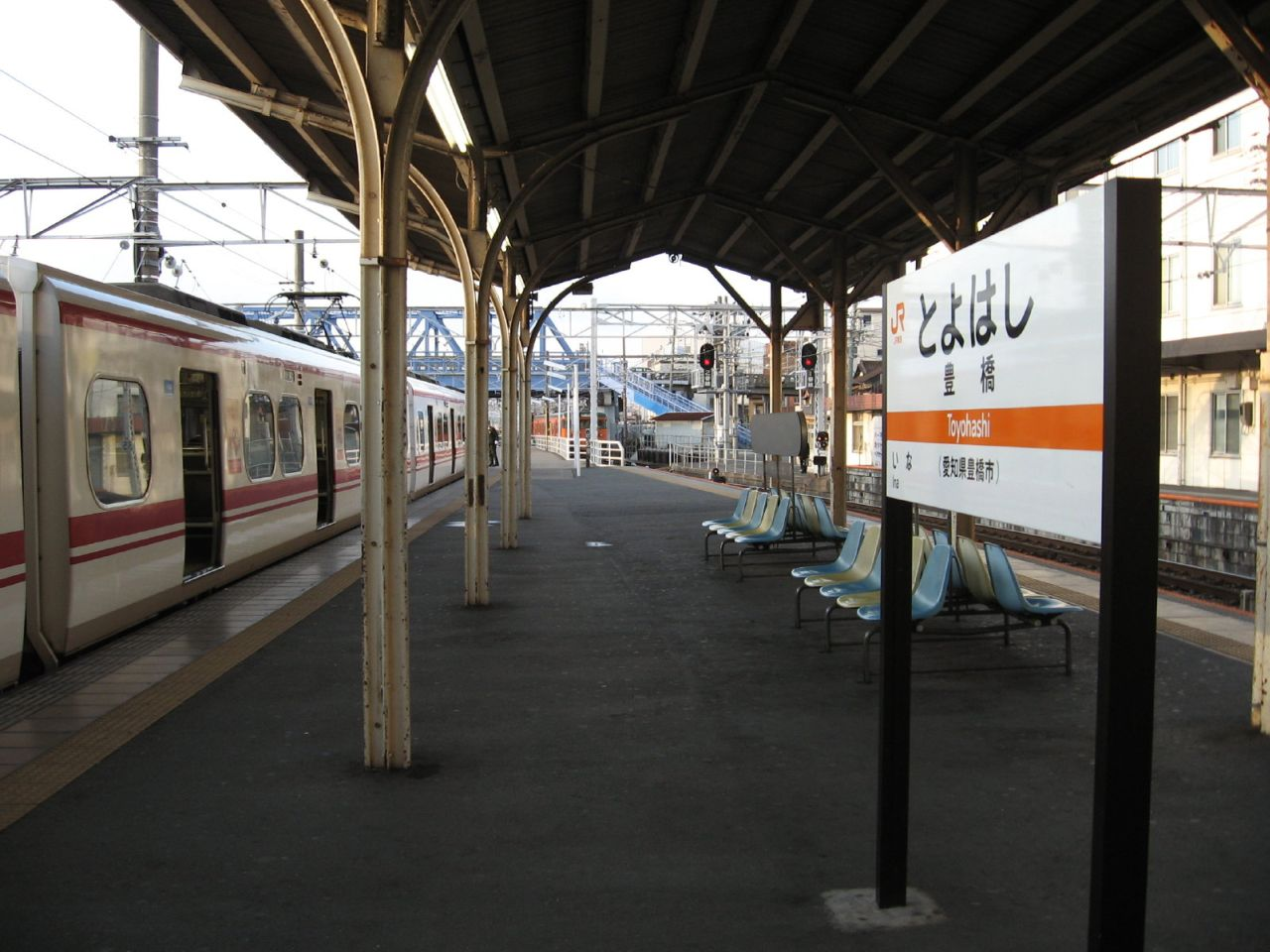
나고야 철도·이다선 승강장.

재래선·나고야 철도선의 승강장은 5면 8선이다. 단식 1면 1선, 쌍섬식 2면 4선, 두단식 2면 3선의 승강장으로 구성되어 있다. 승강장 번호는 동쪽을 기준으로 1번부터 8번까지 정해져 있으며, 두단식 승강장이 1 ~ 3번선, 단식 승강장이 4번선, 쌍섬식 승강장이 5번선 ~ 8번선을 차지하고 있다. 두단식 승강장끼리는 평면 이동이 가능하다. 나고야 철도의 역 번호는 NH 01이다.
기본적으로 1·2번선은 이다선의 열차가, 3번선은 나고야 철도의 열차가, 4 ~ 8번선은 도카이도 본선의 열차가 사용한다. 다만, 4·5번선은 이다선의 일부 열차가 사용하기도 한다.
| 1 · 2 | ■ 이다선        |      | 도요카와 · 이다 방면                  | (일부 열차는 4·5번선 사용) |
| 3     | ■ 나고야 본선   |      | 히가시오카자키 · 메이테쓰 나고야 방면 |                            |
| 4     | ■ 도카이도 본선 | 하행 | 오카자키 · 나고야 방면                |                            |
| 5 ~ 8 | ■ 도카이도 본선 | 하행 | 오카자키 · 오카자키 방면              |                            |
| 5 ~ 8 | ■ 도카이도 본선 | 상행 | 하마마쓰 · 도쿄 방면                  |                            |

### 신칸센
신칸센 승강장은 2면 3선 구조로, 단식 1면 1선과 섬식 1면 2선으로 구성되어 있다. 승강장 번호는 재래선 방향에서부터 11번선 ~ 13번선 순으로 매겨져 있으며, 섬식 승강장이 11 ~ 12번선을 사용하고 있다. 기본적으로 12번선을 상행 열차가, 13번선을 하행 열차가 사용한다. 11번선은 예비 승강장에 해당한다. 12번선과 13번선 사이에는 상하행 통과선이 존재한다.
| 11 · 12 | ■ 도카이도 신칸센 | 상행 | 하마마츠 · 시즈오카 · 시나가와 · 도쿄 방면 |  |
| 13      | ■ 도카이도 신칸센 | 하행 | 나고야 · 신오사카 방면                     |  |

### 역사

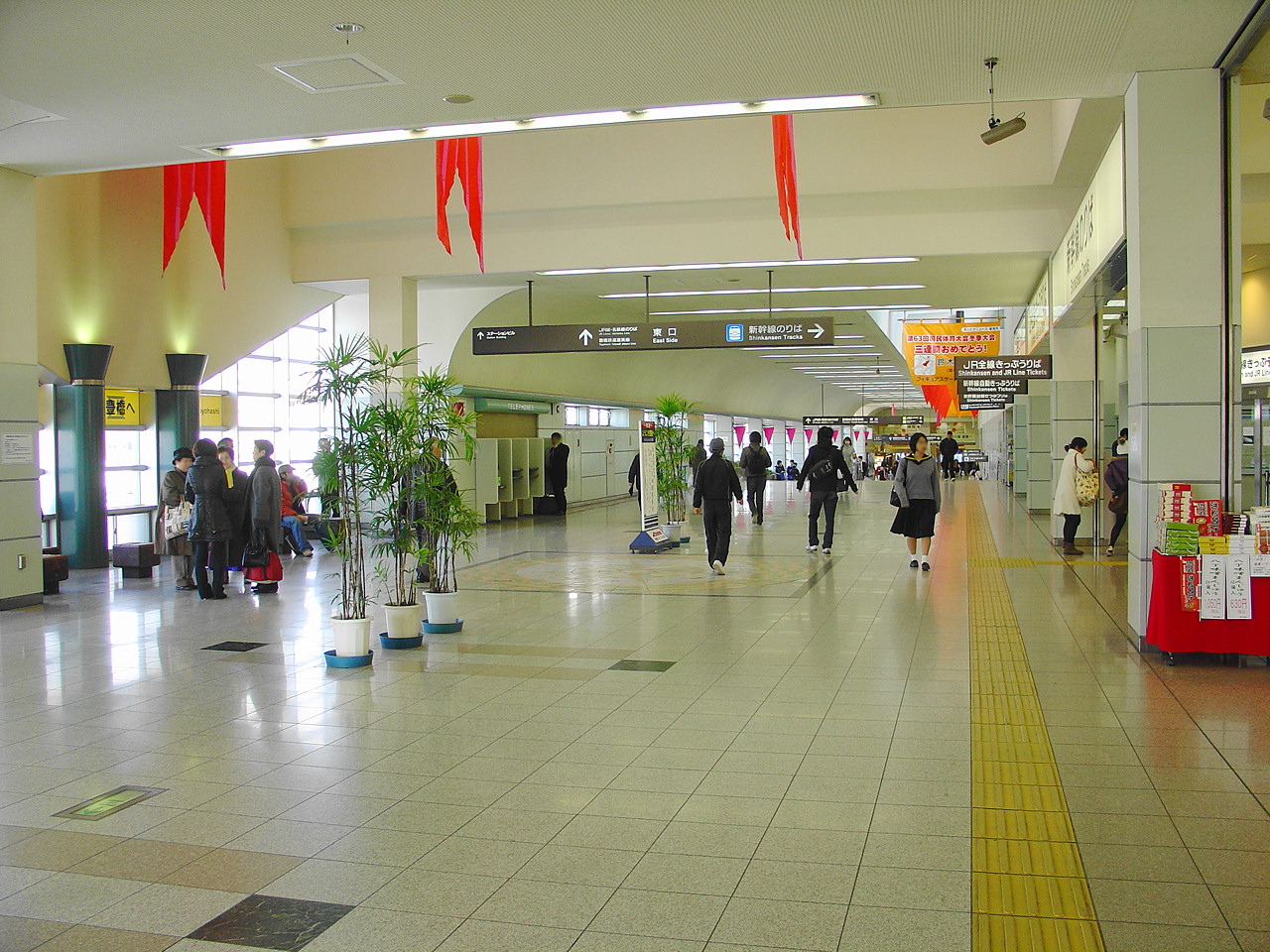
동서 자유연락통로

역사는 동서자유통로가 세워진 선상 구조 로, 승강장 윗부분에 세워져 있다. 선상 역사의 개찰구와 승강장 사이는 계단, 에스컬레이터, 엘리베이터로 연결되어 있다. 개찰구는 도카이 여객철도·나고야 철도 개찰구와 신칸센 개찰구로 나뉘며, 모두 자유통로와 연결된다.
초록 창구가 설치된 역이며, 역장이 배치된 직영역으로 후타가와역을 관리한다.

### 역 빌딩
역 빌딩은 동쪽 출구 쪽에 있으며, 선상 역사와 함께 정비되었다. 지하 1층, 지상 5층 규모의 건축물로, 이다선·나고야 철도선 상공 부분을 포함한 지상 13층 규모의 빌딩과 하나로 되어 있다. 명칭은 "도요하시 스테이션 빌딩"으로, 지하 1층부터 지상 4층까지는 상업 시설, 지상 1·2층 부분과 5층 ~ 13층 부분은 호텔로 쓰이고 있다. 상업 시설의 명칭은 칼미아 (Kalmia), 도요하시 스테이션 빌딩 주식회사가 운영하며, 호텔 명칭은 "호텔 어소시아 도요하시"로 주식회사 JR 도카이 호텔스가 운영한다. 빌딩의 2층 부분은 역의 개찰구와 연결되는 자유통로로 쓰이며, 이 자유통로에서 도요하시 철도 신토요하시 역까지 이어지는 남쪽 출구 자유연락통로가 연결된다.

## 역세권 정보

### 동쪽 출구
- 도요하시 역 빌딩
- 도요하시 철도 신토요하시 역·에키마에 역
- 각종 상업 시설

### 서쪽 출구
서쪽 출구는 서부역(일본어: 西駅, にしえき 니시에키[*])이라는 통칭을 가지고 있으며, 서쪽 출구의 버스 정류장은 "서부역 앞" (니시에키마에)이라 불린다.
- 도카이 여객철도 도요하시 보선소 (신칸센)·오카자키 보선구 도요하시 보선지구 (재래선)
- 각종 상업 시설

## 쇼핑몰
- 칼미아 토요하시 Kalmia Toyohashi

## 승차량 변동
아래는 도카이 여객철도 및 나고야 철도의 연도별 승차량 변동을 표기한 표이다.
| 연도   | JR 도카이 | 메이테쓰 | 출처          |
| ------ | --------- | -------- | ------------- |
| 1995년 | 26,633    | 19,343   | [ 8 ] [ 9 ]   |
| 1996년 | 26,910    | 19,148   | [ 10 ] [ 11 ] |
| 1997년 | 26,574    | 18,517   | [ 12 ] [ 13 ] |
| 1998년 | 25,989    | 17,945   | [ 14 ] [ 15 ] |
| 1999년 | 25,355    | 17,455   | [ 16 ] [ 17 ] |
| 2000년 | 25,706    | 16,773   | [ 18 ] [ 19 ] |
| 2001년 | 25,610    | 16,278   | [ 20 ] [ 21 ] |
| 2002년 | 20,323    | 15,657   | [ 22 ] [ 23 ] |
| 2003년 | 25,218    | 15,674   | [ 24 ] [ 25 ] |
| 2004년 | 25,700    | 15,528   | [ 26 ] [ 27 ] |
| 2005년 | 26,342    | 17,336   | [ 28 ] [ 29 ] |
| 2006년 | 26,560    | 17,091   | [ 30 ] [ 31 ] |
| 2007년 | 27,045    | 16,902   | [ 32 ] [ 33 ] |
| 2008년 | 27,313    | 16,886   | [ 34 ] [ 35 ] |

## 역사

### 개업
도요하시 역은 1888년 9월 1일에 개업했다.
메이지 시대 초기인 1872년 (메이지 5년), 도쿄에서 요코하마까지 일본에서 처음으로 철도가 깔렸다. 그 후 1884년, 도쿄와 오사카를 잇는 간선 철도 계획이 결정된다. 원래 나카센도를 따라 철도를 뚫고자 하였으나, 1886년 7월 도카이도를 따라 철도를 뚫는 것으로 계획이 바뀌어, 간선 철도의 건설이 시작되었다. 도요하시는 이 도카이도를 따라 세워진 고을로, 에도 시대에는 도카이도의 슈쿠바 마을, 미카와요시다 번의 조카마치, 도요카와 강의 포구로 번창한 곳이었다.
아이치 현에 속하게 된 뒤인 1886년, 인근 지타반도에 이미 철도가 뚫려, 서쪽으로 철도 연장 공사가 이루어지고 있었다. 또, 도카이도 철도 건설이 결정된 이후에는 동쪽으로의 연장도 이루어지고 있었다. 그 첫걸음으로, 1888년 9월 1일, 오부역 ~ 하마마쓰역 구간의 철도가 처음으로 뚫렸다. 도요하시 역의 개업은 이 구간의 개통과 동시에 이루어진 것이다. 그리고 도쿄에서 고베까지, 지금의 도카이도 본선에 해당하는 철도 노선은 이듬해인 1889년에 완전히 뚫렸다.

### 개업과 발전
역이 놓인 것은 당시 도요하시의 중심부에서 서남쪽으로 약 600 m 떨어진 곳으로, 그 무렵 역의 소재지는 도요하시 정이 아닌 아쓰미 군 하나다 촌 니시주쿠였다. 그렇지만 역의 개업은 도요하시가 발전하는 계기가 되었다. 시가지의 모습도 역이 놓이면서 변화했다. 역이 문을 열자, 역전에서 시가지의 "가미덴마초" (上伝馬町)까지 길이 생겼지만, 역과 길 주변은 아직 개발이 되지 않은 시골 지역이었다. 그러나 그 이후, 서서히 역 주변으로 마을의 새로운 중심지가 생기게 되었다. 또, 1906년에 도요하시 정이 하나다 촌을 합병하여 하나가 되었고, 마침내 도요하시 시가 생기면서 도요하시 역은 비로소 도요하시 시에 속하게 되었다.
도카이도 본선에 이어, 1897년 7월 15일에는 현재의 이다선에 해당하는, 도요카와역까지의 철도 노선이 뚫렸다. 이 노선은 당시에는 도요카와 철도가 운영하는 사영 철도였다. 도요카와 철도는 원래 호이 군 (지금의 도요하시 시와 도요카와시의 일부)와 도요카와를 잇는 철도를 계획하고 있었다. 하지만 대신에 도카이도 본선 도요하시 역과 연계되는 노선을 건설하였다. 이 도요카와 철도는 도요하시 역을 함께 사용했으나, 1899년 요시다 역을 건설하여 떨어져 나갔다.
1908년, 도요하시와 인접한 다카시 촌 (지금은 도요하시 시의 일부가 됨)에 제국 육군의 제15사단이 설치되었다. 사단의 설치는 "시 제도 시행 이후, 도요하시 시를 크게 뒤바꾸었다"고 평가받는다. 그리고 이 사건은 도요하시의 현관구인 도요하시 역에게도 큰 영향을 주었다. 사단의 설치를 계기로 승객과 화물이 증가하였고, 사단의 빠른 이동을 위해서는 역의 규모를 확장해야만 했다. 1911년 역의 확장 공사가 시작되어, 1916년 새 역사가 완성되었다.
1920년대 이후 도요하시 역에 차례차례 사영 철도 노선이 운행되기 시작한다. 1925년에는 시내에 도요하시 전기 철도 (지금의 도요하시 철도 아즈마다 본선)의 노면 전차가 개업하여, 역전 정류장을 설치하였다. 1927년에는 아쓰미 반도의 다하라와 연결되는 아쓰미 전기 철도 (지금의 도요하시 철도 아쓰미 선)이 신토요하시 역을 개설하여 운행을 시작했다. 같은 해, 아이치 전기 철도 도요하시 선 (지금의 나고야 철도 나고야 본선)이 개통하여, 도요카와 철도의 요시다 역을 종점으로 운행을 시작하였다. 이 아이치 전기 철도는 1935년 나고야 철도의 일부가 되었다.

### 전쟁과 복구
태평양 전쟁이 이루어지던 1943년, 도요카와 철도는 국유화되어 일본국유철도 이다선의 일부가 되었다. 이에 따라 요시다 역은 도요하시 역의 일부가 되어, 나고야 철도는 도요하시 역을 일본국유철도와 같이 쓰게 되었다.
전쟁 말기이던 1945년 6월 19일, 미군이 도요하시를 공습하였다. 도요하시는 공습으로 시가지의 약 90%가 불에 타는 피해를 받았으며,, 도요하시 역도 기관구와 배전실을 제외하고 모조리 폭격을 받아 역사가 불에 타고 말았다. 폭격 이후 도카이도 본선이 운행을 재개하기까지는 1주일이 걸렸으며, 역의 운영은 7월 20일에서야 재개되었다. 다만, 이다선은 6월 22일에 운행을 재개하였으며, 나고야 철도는 다음 날인 23일에 운행을 재개했다.
공습 이후, 역사의 도카이도 본선 부분은 막사 형태로 영업을 계속하였으며, 이다선과 나고야 전철은 파괴된 역사의 일부를 이용하여 영업을 계속 하고 있었다. 그리고 1950년에서야 새 역사가 지어졌다. 새 역사는 일본국유철도 뿐만 아니라 다른 기업과 지역 당국 등이 건설 비용을 분담하여, 준공 후 일부를 상업 시설로 사용하는, 일본 최초의 "민자역사"로 기록되었다. 이 민자역사는 목조 2층 건물 (넓이 1850m²)로 지어졌으며, 1층에는 음식점, 이발소, 잡화점 등 민간 상업 시설이 들어섰고, 2층에는 시민들이 출자한 백화점이 들어섰다. 같은 시기, 역전 광장의 확장도 이루어졌다. 원래 광장의 넓이는 4,000m²였으나, 확장 공사로 18,600m²로 넓어졌다. 광장에는 미관과 방화 용수의 확보를 위해 분수대가 세워졌다.

### 전쟁 이후의 전개

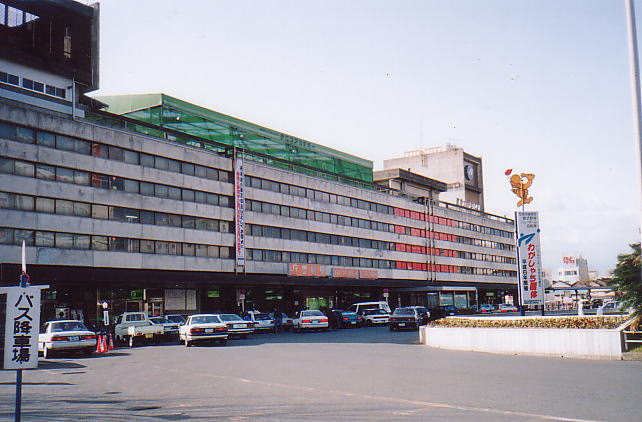
1970년에 지어진 5번째 역사
(1992년 촬영)

1953년, 도카이도 본선의 전철화가 도요하시 역을 거쳐 나고야역까지 완성되었다. 이와 함께, 도쿄역과 오사카역을 잇는 특급 하토 호가 도요하시 역에 정차하게 되었다. 한편 나고야 철도는 1948년, 메이기 선과 도요하시 선을 합쳐 도요하시 역과 신기후 역 (지금의 메이테쓰 기후 역)을 잇는 "나고야 본선"으로 개편하였다. 그리고 개편과 함께, 도요하시 역과 기후를 잇는 직통 열차의 운행을 시작하였다.
1964년 10월 1일, 도카이도 신칸센이 도쿄역에서 신오사카역까지 개통하였고, 도요하시 역에도 신칸센 역이 지어졌다. 신칸센이 건설된 도요하시 역 서쪽 출구에는 철근 콘크리트로 만든 2층 구조의 선상 역사가 지어졌다.
신칸센의 개통과, 히가시미카와 지역의 공업 개발 등으로 승객 수가 늘어나자, 1970년 역사를 다시 짓게 되었다. 새 역사는 지하 1층·지상 3층 규모 로 지어졌으며, 철근 콘크리트 자재를 기반으로 하였다. 이 역 빌딩 "도요하시 스테이션 빌딩"은 약 100군데 점포가 들어서게 되었고, 운영 회사로 도요하시 역이 출자하는 "도요하시 스테이션 빌딩 주식회사"가 세워지게 되었다. 또, 역 빌딩 건설과 함께 도요하시 당국은 역전을 정비하기 시작하여, 1976년까지 동쪽 출구의 콩코스와 역전 거리 등을 잇는 지하도와, 서쪽 출구와 동쪽 출구를 잇는 동서 연락 지하도를 만들었다.

### JR 발족 이후
1987년, 일본국유철도의 민영화에 따라, 일본국유철도 도요하시 역의 여객 영업은 도카이 여객철도, 화물 영업은 일본화물철도가 계승하였다.
도카이 여객철도(이하 JR도카이)는 발족 이후 1970년에 지어지고 나서 20년 가까이 지나 노후화되고 있던 역 빌딩의 개수를 계획하였다. 도요하시 시 당국도 동서 자유통로를 정비하여 역 주변을 활성화하는 계획을 세워, 1990년에 도카이 여객철도와 시 당국의 주도로 역 빌딩의 개수와 자유통로 정비 사업 등을 추진하는 것을 합의하여, 동서 자유통로, 선상 역사, 동쪽 출구의 역전 광장의 정비와 역 빌딩의 증축 공사 등을 골자로 하는 "도요하시 역 종합 개발 사업"을 추진하게 되었다. 1994년 기본 공사에 들어가, 도요하시 시 설치 90주년에 맞추어 1996년 1단계로 자유통로와 선상 역사가 완성되고, 제2단계로 1997년까지 상업 시설과 호텔을 포함한 새 역 빌딩이 문을 열었다. 역 빌딩은 기존 빌딩에 2층을 증축한 5층 규모로, 옆에 13층 규모의 호텔을 신설하여 면적은 전보다 4배 늘어난 약 40,000m²가 되었다. 동쪽 출구의 역전 광장의 정비는 1998년에 끝나, 약 5,000m²의 보행자용 연락교가 정비되어, 다리 아래의 1층 부분에는 버스와 택시, 노면전차 등이 모이는 터미널이 세워졌다.

## 인접역
| 도카이 여객철도 도카이도 신칸센 | 도카이 여객철도 도카이도 신칸센 | 도카이 여객철도 도카이도 신칸센         |
| ------------------------------- | ------------------------------- | --------------------------------------- |
| 하마마쓰 도쿄 방면              | ■ 도카이도 · 산요 신칸센        | 미카와안조 신오사카 방면                |
| 도카이 여객철도 도카이도 본선   |                                 |                                         |
| 시·종착역                       | ■ 홈라이너                      | 가마고리 나고야·오가키 방면             |
| 후타가와 하마마쓰·시즈오카 방면 | ■ 특별쾌속·신쾌속·쾌속          | 가마고리 나고야·오가키 방면             |
| 후타가와 하마마쓰·시즈오카 방면 | ■ 구간쾌속·보통                 | 니시코자카이 나고야·오가키 방면         |
| 도카이 여객철도 이다선          |                                 |                                         |
| 시·종착역                       | ■ 쾌속                          | 고자카이 다쓰노 방면                    |
| 시·종착역                       | ■ 보통                          | 후나마치 다쓰노 방면                    |
| 나고야 철도 나고야 본선         |                                 |                                         |
| 시·종착역                       | □ 쾌속특급                      | 히가시오카자키 NH 13 메이테쓰 기후 방면 |
| 시·종착역                       | ■ 특급                          | 고 NH 04 메이테쓰 기후 방면             |
| 시·종착역                       | ■ 급행                          | 이나 NH 02 메이테쓰 기후 방면           |

## 참고 자료
- 이시노 데쓰 (엮음) (1998). 《정차장 변천 대사전: 국철·JR편》. JTB. ISBN 978-4-533-02980-6.
- "가도카와 일본 지명 대사전" 편찬위원회 (엮음) (1989年). 《가도카와 일본 지명 대사전》. 23: 아이치 현. 가도카와 쇼텐. ISBN 978-4-04-001230-8.
- 화물 근대화 역사 편찬 위원회 (엮음) (1993). 《철도 화물 수송 근대화의 걸음》. 일본화물철도.
- 가와시마 레이조 (2009). 《도카이도 라인 전 노선·전 역·전 배선》. 제4권: 도요하시 역 - 나고야 지구. 고단샤. ISBN 978-4-06-270014-6.
- 《도요하시의 칭칭 전차: 꿈을 싣고 달리는 시내선의 70년 사진집》. 교도 출판사. 1998. ISBN 4-87670-109-1.
- 도카이 여객철도 (엮음) (2007). 《도카이 여객철도 20년사》. 도카이 여객철도.
- 도요하시 시사 (市史) 편찬위원회 (엮음) (1983). 《도요하시 시의 역사》. 제3권 근대편. 도요하시 시.
- 도요하시 시사 편찬위원회 (엮음) (1987). 《도요하시 시의 역사》. 제4권 현대편. 도요하시 시.
- 도요하시 시 전재 부흥지 편찬위원회 (엮음) (1958). 《도요하시 전후 부흥지》. 도요하시 시.
- 도요하시 시 100년사 편찬위원회(엮음) (2008). 《도요하시 시 100년사》. 도요하시 시.
- 도요하시 시 후타가와주쿠 본진 자료관 (엮음) (2009). 《철도 개통: 열차를 타고 동쪽으로 서쪽으로》. 도요하시 시 후타가와주쿠 본진 자료관.
- 나고야 철도 홍보선전부 (엮음) (1994). 《나고야 철도 100년사》. 나고야 철도.
- 일본화물철도 화물철도 130년사 편찬위원회 (엮음) (2007). 《화물철도 130년사》 중권. 일본화물철도.
- 미야와키 슌조 (엮음) (1992). 《JR·사철 전 노선 각역정차》. 5 도카이도 570개역. 쇼가쿠칸.
- 요시카와 도시아키 (1997). 《이다선: 1897 ~ 1997》. 도카이니치니치 신문사.